# Östra Brobänken

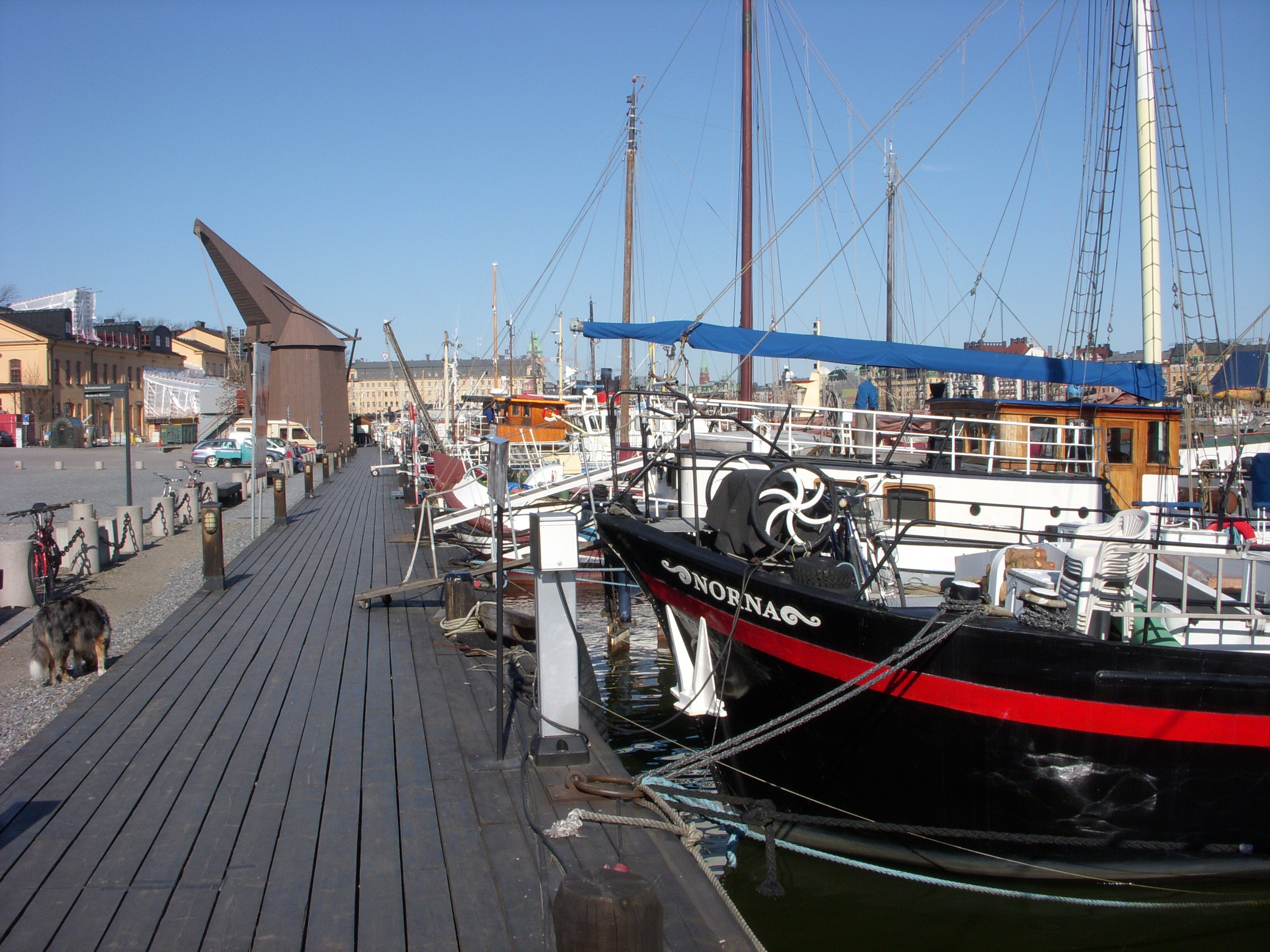
Kajen vid Östra Brobänken med Styckekranen

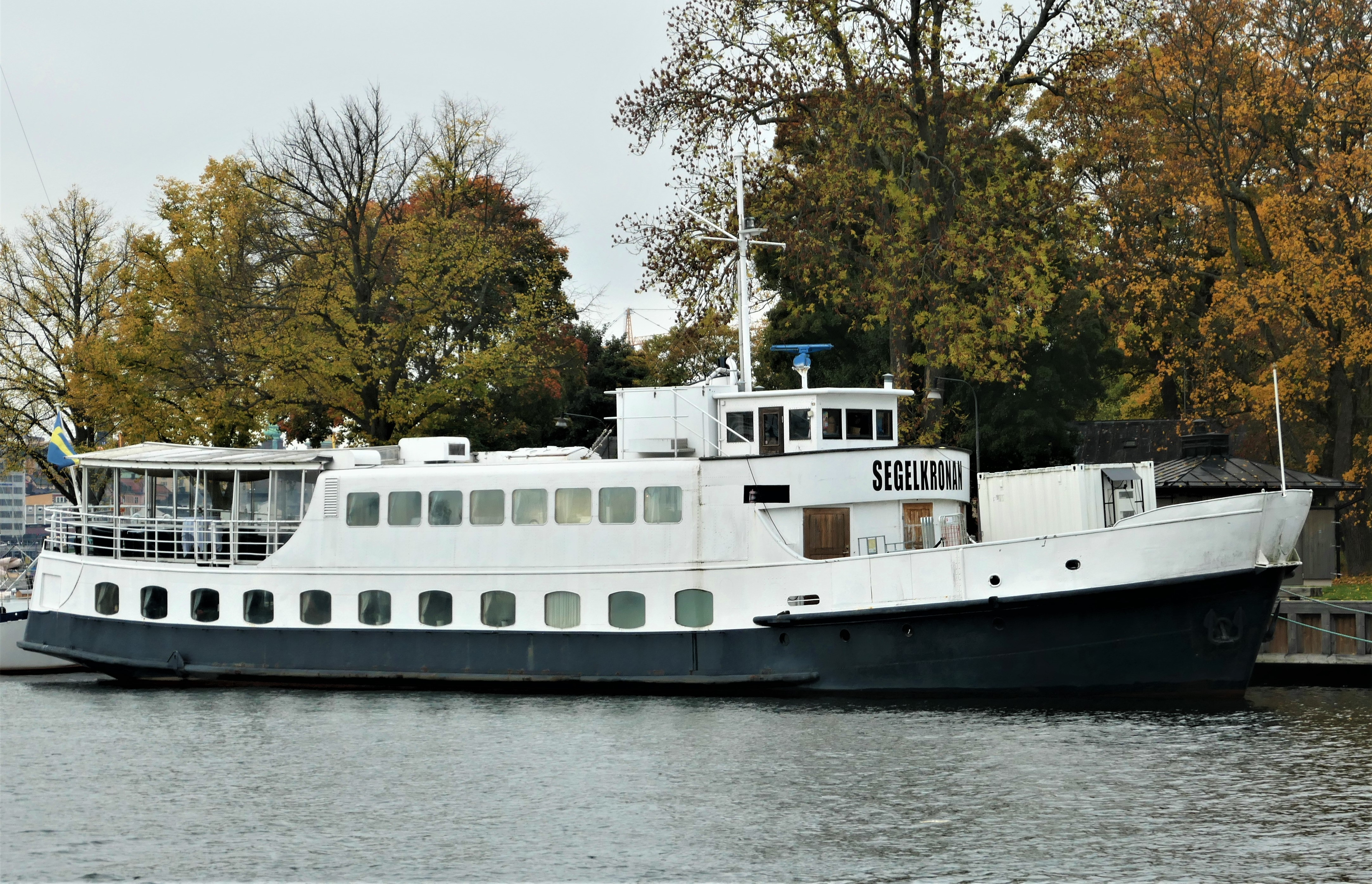
Sjöofficerssällskapets fartyg Segelkronan från 1901 vid Östra Brobänken.

Östra Brobänken är en gata på Skeppsholmen i Stockholm. Den sträcker sig längs öns östra och nordöstra sida och är uppdelad i två avsnitt. En del går från Kastellholmsbron till ungefär Östra boställshuset, den andra delen går från  Norra och Södra fundamenten ända upp till Flottans tidigare Torpeddepartementet.
Runt Skeppsholmen finns fyra  ”brobänkar” ordnade efter väderstreck; Västra, Östra, Södra och Norra Brobänken, samtliga fick sina nuvarande namn 1972. Namnet härrör från ordet brobänk som avser kaj av trä, avsedd att förtöja fartyg under reparation, vinteruppläggning eller utrustning. Ordet skeppsbro har ungefär samma betydelse  (se Skeppsbron, Stockholm).  Längs en trädäckad kaj finns numera ett trettiotal privata, äldre fartyg förtöjda, allt från gamla trålare till fyrskepp. Här byggdes och sjösattes 2005 Stockholmsbriggen Tre Kronor af Stockholm.
Från Östra Brobänken har man en utmärkt utsikt över Södra Djurgården med Gröna Lund och Vasamuseet samt Strandvägen. Här finns även en brygga för Djurgårdsfärjan och som en påminnelse om forna tiders lastning och lossning står Styckekranen nedanför Moderna Museet.